# Saccharodite laratica
Saccharodite laratica är en insektsart som först beskrevs av Frederick Arthur Godfrey Muir 1913.  Saccharodite laratica ingår i släktet Saccharodite och familjen Derbidae. Inga underarter finns listade i Catalogue of Life.